# 薛文杰
薛文杰（？—934年），中国五代十国时期闽國将官，閩國皇帝王延鈞寵臣，經常剝削百姓。龙启二年（934年），杨吴入侵閩國，士兵提出除非交出薛文杰，否則拒絕應戰。最終薛文杰被交给士兵處置，士兵將其殺死並分食了他的尸體。

## 上位
薛文杰曾擔任福建中軍使。当时闽國皇帝王延鈞生活奢侈，闽国地盘狭小，国用不足，薛文杰为讨好皇帝，替皇帝聚斂了很多財富。王延鈞于是让他接替张睦擔任国计使。张睦虽有国计使之名，但并非正式官衔，从薛文杰开始国计使成为正式官衔。
薛文杰用以下方法为皇帝聚斂财富：秘密收集富人的犯罪证据，再逮捕他们并没收他们的财富。薛文杰還派人捶打被捕者的胸部和背部，并用加热的铜熨烫被捕者身體。又推荐妖巫徐彦，说：“陛下左右多奸臣，不向鬼神质询，他们将会作乱。”王延钧让徐彦在宫中捉鬼。龙启元年（933年），建州土豪吳光前往閩國都城长乐入朝。由于薛文杰想没收吴光的财富，他开始秘密搜尋吴光的犯罪证据。吳光发现后，带领追随者一万多人叛逃到了杨吴。
薛文杰后来被任命为内枢密使。同時他建議王延鈞削減宗室力量，结果王延鈞的侄子长乐王王继图被激怒並打算謀反，被發現，王继图和约一千名追随者被處死。
由于王延鈞迷信，他青睐许多巫师，其中就有盛韜。薛文杰对王延鈞说：“陛下身邊有许多邪恶的官員。除非陛下询问鬼神，否则陛下将一无所知。盛韜擅长与鬼交流，陛下应该让他研究一下。”王延钧同意。十一月，樞密使吳勖（一作吴英）生病，薛文杰前去探望，对他说，“由於你生病，陛下（王延鈞）打算撤換你，但是我跟陛下說你只是頭痛，很快就會好。所以如果陛下派使者來，你只要說只是頭痛就可以了。”吴勖相信薛文杰的話。第二天，薛文杰让盛韬通知王延鈞：“我剛才看到北廟崇順王認定吳勖犯下叛国罪，為了懲罰吳勖，還用金锤将铜钉釘到吳勖大腦中。”当王延鈞把盛韬的話又告诉薛文杰时，薛文杰回应道：“不可信。最好派使者问一下吴勖。”当王延钧的使者到达吴勖的住所时，吴勖果然告诉他们自己正头痛。王延鈞相信盛韬的話為真，很快逮捕了吴勖，并允许薛文杰和狱吏对他實施酷刑。不能忍受酷刑的吴勖被迫承认罪行。吳勖、他的妻子和他的孩子一同被处决。吴勖素得军心，这一陷害行為使人们尤其是军士对薛文杰更加愤慨。
由于薛文杰的作为，闽国人愈发思念已故的前任国计使张睦，在城中立庙祭祀。

## 死亡
叛逃到杨吴的吴光怂恿杨吴发动针对闽國的軍事行動。信州刺史蒋延徽没有等待杨吴皇帝的批准，就对建州发动了进攻。龙启二年（934年）正月，蒋延徽在浦城打败了闽军，接著包围了建州。王延鈞派出上军使张彦柔和弟弟骠骑大将军王延宗指挥军队前去解救建州。王延宗的军队在行軍途中突然拒絕前进，宣称如果不把薛文杰交出來，就不会前去战斗。当王延宗向王延鈞报告时，整个闽國對此感到震惊。王延鈞的母亲龍啟太后与太子王继鹏哭了，並对王延鈞说：“薛文杰滥用国家权力伤害无辜，全國上上下下的人民早已恨透了他。现在，吴军已深入我们的领土，士兵们卻拒绝赴敵。一旦亡国，那么留著薛文杰又有什麼用？”薛文杰试图说服王延鈞不要聽他們的話，但王延鈞沒有當面做出任何表示。薛文杰离开宫殿后不久便被王繼鵬领导的士兵伏击抓住，然后被關進籠中押往前線。之前，薛文杰见囚车里的人可以活动，且锁不住身材矮小的人，就建议对囚车进行改装，在脖子处设置倒刺，结果自己第一个进入了这样的囚车。在押送薛文杰的途中，人们向他投掷石块和砖头。
在押送途中，薛文杰說自己曾学习过巫术，並预言如果他遭受了灾难但能够在三天内幸存下来，就能时来运转。那些押送他的人聽到他說了這麼一番話，就加快速度押送他，只花了两天时间就抵達王延宗的部队所在之處。士兵们欢欣鼓舞，他们迅速殺死薛文杰并吃掉了他的肉。王延鈞雖然有派特赦薛文杰的使节，但使节到达王延宗的营地时，薛文杰已被殺害。之後已安定的闽军向建州进发，吴越也派軍相救，吴军撤退了。王延钧也只得承认薛文杰罪有应得，并将薛文杰的党羽盛韬等处死。

## 评价
- 《十国春秋》论曰：（陈）岘、（薛）文杰、（陈）郯、（林）兴皆小人之尤者也。[4]

## 外國同類例子
- 哈曼（希伯来圣经以斯帖记中的重要人物，本來製造木架決意殺末底改、滅猶大人，結果自己第一個坐進了這樣的木架處死）